# Gaast (Súdwest-Fryslân)
Gaast is een dorp in de gemeente Súdwest-Fryslân, in de Nederlandse provincie Friesland. Gaast ligt aan het IJsselmeer tussen Makkum en Workum. In 2023 telde het dorp 200 inwoners. Bij Gaast maakt de Zeedijk een knik.

## Geschiedenis
Gaast is ontstaan aan de Zuiderzeekust. De eerste vermelding van het dorp is in 1270 als lutekagast. In 1379 werd het vermeld als Gast, in de 15e eeuw Luttegast, in 1505 als Gaest, en in de 19e eeuw Gaast maar ook de onderscheidende namen Olde-Gaast en Oude-Gaast.
De plaatsnaam verwijst naar een ontginning op een hoger gelegen zandrug, gast/geest. Tot 1980 was Gaest de Friestalige spelling van het dorp. Het stond tot 1980 zo op de plaatsnaamborden.
Het dorp heeft meerdere keren te maken gehad met overstromingen. Zo brak in 1643 vlak bij de kerk de dijk door. 60 jaar later wist de dijk het net wel te houden, maar vergingen er maar liefst 23 schepen bij Gaast.
Gaast is een oud vissersdorp. Later is het dorp zich meer gaan richten op de agrarische sector. Bekend is dat inwoners van Gaast betrokken waren bij de walvisvaart. Lange tijd was in een huis een steen ingemetseld met de afbeelding van een walvis.
In 1995 werd er in het wegdek van de Buren in Gaast een walvis in de bestrating aangebracht, als herinnering aan de walvisvaart en ter compensatie van het verdwijnen van de gevelsteen uit het dorp. Nu ligt de steen in het Scheepvaartmuseum te Sneek. Dankzij de inzet van dorpsbelang en in samenwerking met het Fries Scheepvaart Museum is er een kopie van de steen gemaakt. Deze kopie is ingemetseld in het dorpshuis.

## Kerken

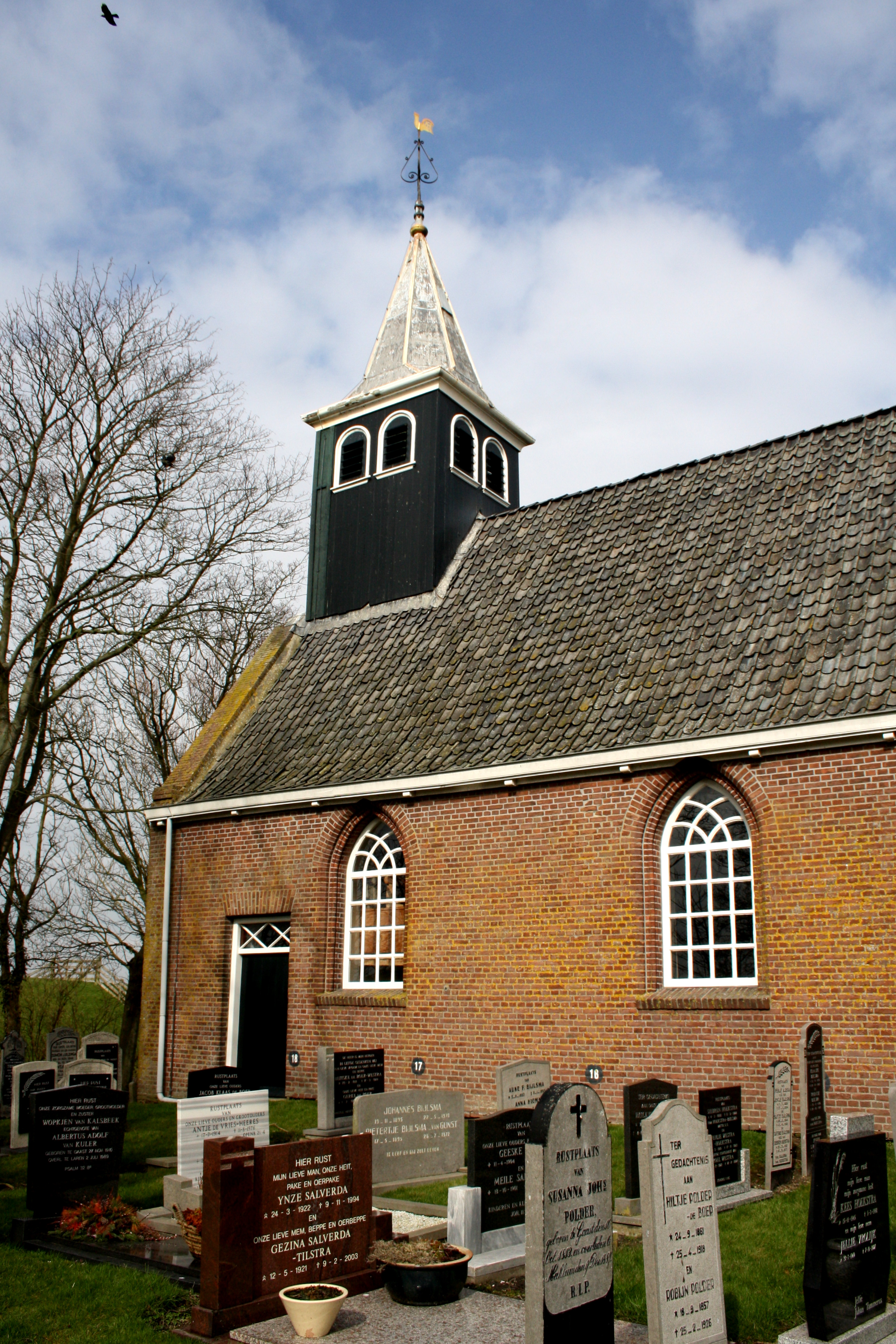
Hervormde kerk

Het dorp had twee kerken. De oudste kerk van het dorp is de hervormde kerk, die stamt uit de veertiende eeuw. De kerk met een uit 1763 stammend houten toren werd in 1906 met steen bekleed. In 2014 werd dit weer verwijderd.
In de hervormde kerk preekte in de zeventiende eeuw zeemansdominee Adam Westerman, die in een stichtelijk boek ((Groote) Christelycke Zee-vaart (1611)), waarschuwde voor "vreemde vrouwen, drank en tabak". Een van zijn opvolgers. Petrus Vomelius, zou een halve eeuw later de laan uitgestuurd worden wegens liederlijk gedrag.
De andere kerk, de Gereformeerde kerk zat in een verbouwde school. De kerk werd in 1998 buiten gebruik genomen als kerk en werd en woning. Het is later onderdeel geworden van een logement met een tapasbar.

## Reddingsstation
Van 1913 tot 1941 was er in Gaast een reddingstation van de N.Z.H.R.M., om schepen in nood hulp te bieden op de Zuiderzee.

## De ijsschotsen van 2010

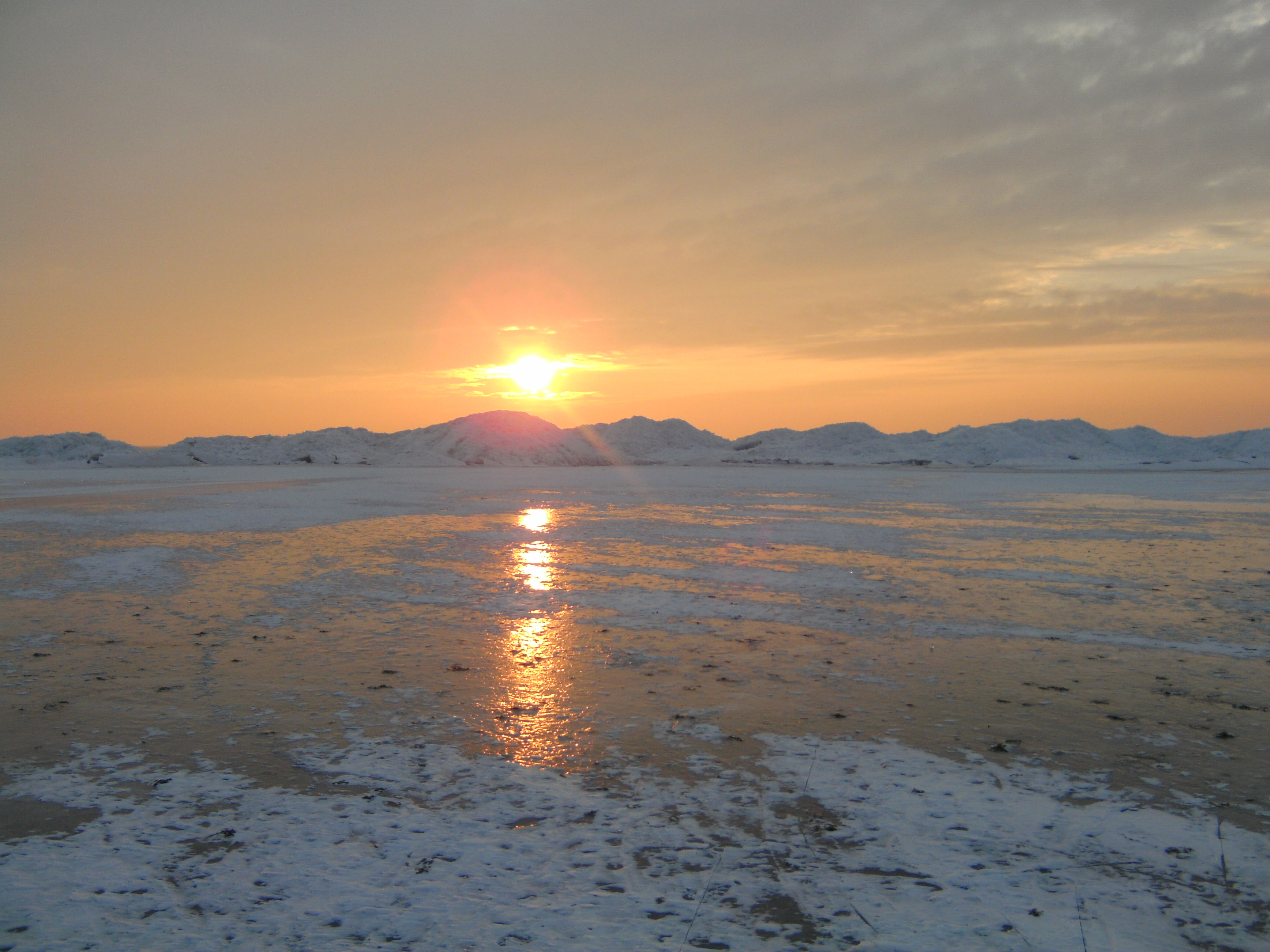
IJsschotsen op het IJsselmeer bij Gaast

In de winter van 2010 ontstonden achter de dijk op het IJsselmeer ijsschotsen van een hoogte van wel 6 meter.  De enorme ijsschotsen waren ontstaan door bewegen van ijsplaten door de harde zuidwester wind. Er kwamen rond de 25.000 mensen op de ijsschotsen af. 

## Sport

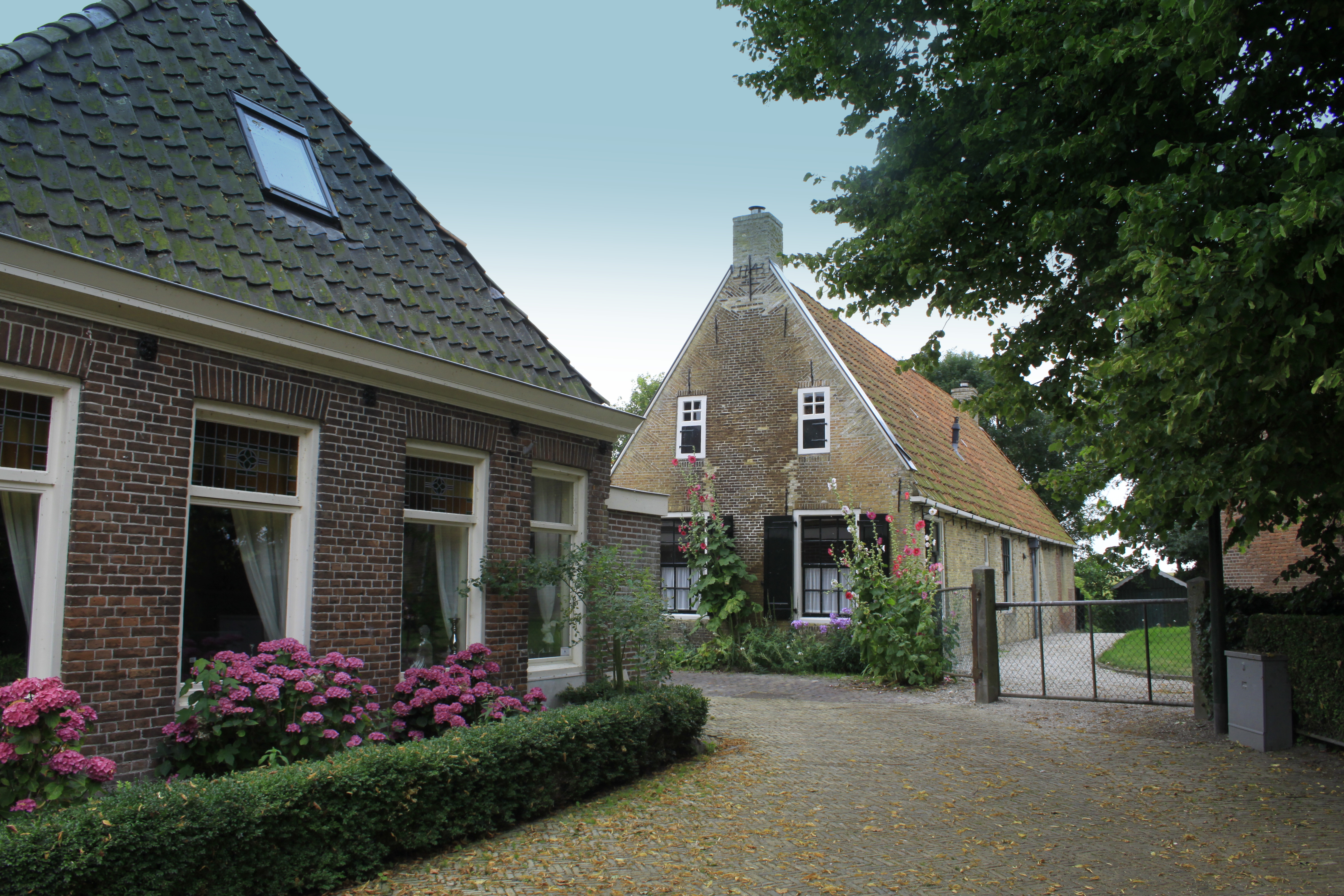
Rijksmonument uit 1773

Het dorp heeft samen een kaatsvereniging KV Trije Yn Ien en verder een biljartclub.

## Cultuur
Het dorp heeft een dorpshuis, met de naam De Fûke. Bij het dorpshuis hangt sinds 2010 een AED-apparaat. Verder kent het dorp een zangvereniging en toneelvereniging.

## Onderwijs
Het dorp had tot 1991 een basisschool. De school fuseerde echter met die van Ferwoude wegens te weinig leerlingen. Deze school, De Finne moest na het schoolseizoen 2015-16 ook de deuren sluiten wegens hetzelfde probleem.

## Geboren in Gaast
- Dirk van Dijk, (1894-1976), predikant

## Openbaar vervoer
De buurtbus zorgt voor de ontsluiting van Gaast. Hierdoor zijn Workum en Makkum per bus gemakkelijk te bereiken.